# (10415) Mali Lošinj
(10415) Mali Lošinj, désignation internationale (10415) Mali Losinj, est un astéroïde de la ceinture principale.

## Description
(10415) Mali Losinj est un astéroïde de la ceinture principale. Il fut découvert le 23 octobre 1998 à Visnjan par Korado Korlević. Il présente une orbite caractérisée par un demi-grand axe de 2,99 UA, une excentricité de 0,03 et une inclinaison de 14,4° par rapport à l'écliptique.

## Compléments